# Lucas Oldenhuis

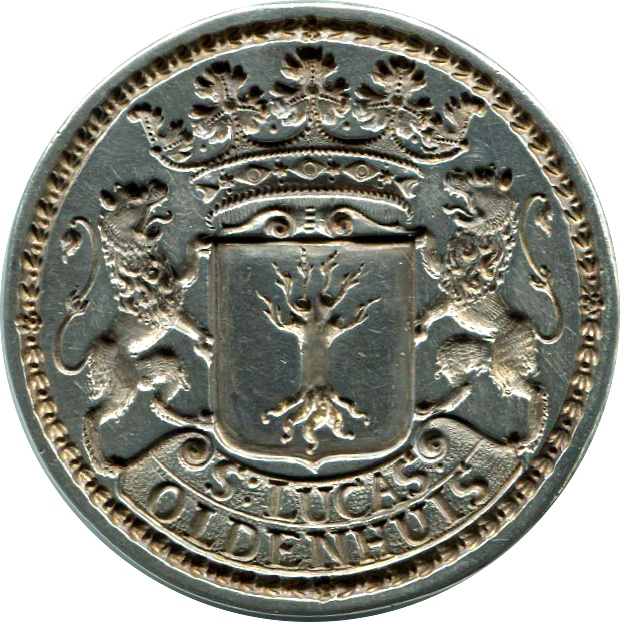
Schulte zegel van Lucas Oldenhuis

Lucas Oldenhuis (Zwinderen, 8 maart 1709 - aldaar, 21 december 1765) was een Nederlandse schulte en gedeputeerde van Drenthe.
Oldenhuis was een zoon van Jan Tijmen Oldenhuis en Geesien Olde Eijtinge. Op 18-jarige leeftijd wordt hij in maart 1727 door Eigenerfden en Ridderschap van Drenthe benoemd tot schulte van Zweeloo. In 1734 volgde hij zijn overleden broer Tijmen op als schulte Dalen en Oosterhesselen. Hij trad tijdens de minderjarigheid van zijn neef Jan Oldenhuis als diens plaatsvervanger op in de functie van schulte van Zweeloo. In 1758 wordt hij gekozen tot gedeputeerde van Drenthe. Hij wordt als schulte van Dalen en Oosterhesselen opgevolgd door zijn hiervoor genoemde neef Jan.
Oldenhuis bleef ongehuwd en overleed in 1765 op 56-jarige leeftijd. Zijn zuster Aaltien was getrouwd met de schulte van Westerbork Hendrik Nijsingh. Voor haar werd, na het overlijden van haar broer in 1765, uit de mandelige boedel een nieuw huis in Zwinderen gebouwd.